# Pehr Johnsson i Kastanjegården
Pehr Albin Johnsson (i riksdagen kallad Johnsson i Kastanjegården), född 31 mars 1898 i Mörrum, död där 15 juni 1962, var en svensk lantbrukare och riksdagsman (folkpartist).
Pehr Johnsson, som kom från en bondefamilj, var lantbrukare i Hästaryd i Mörrum, där han också hade ledande kommunala och kyrkliga uppdrag. Han var även aktiv i den lokala sparbanksrörelsen.
Han var riksdagsledamot i andra kammaren för Blekinge läns valkrets från 1941 till nyvalet 1958. I riksdagen var han bland annat ledamot i jordbruksutskottet 1949-1956. Han var särskilt engagerad i jordbruks- och fiskepolitik.